# Dyke March

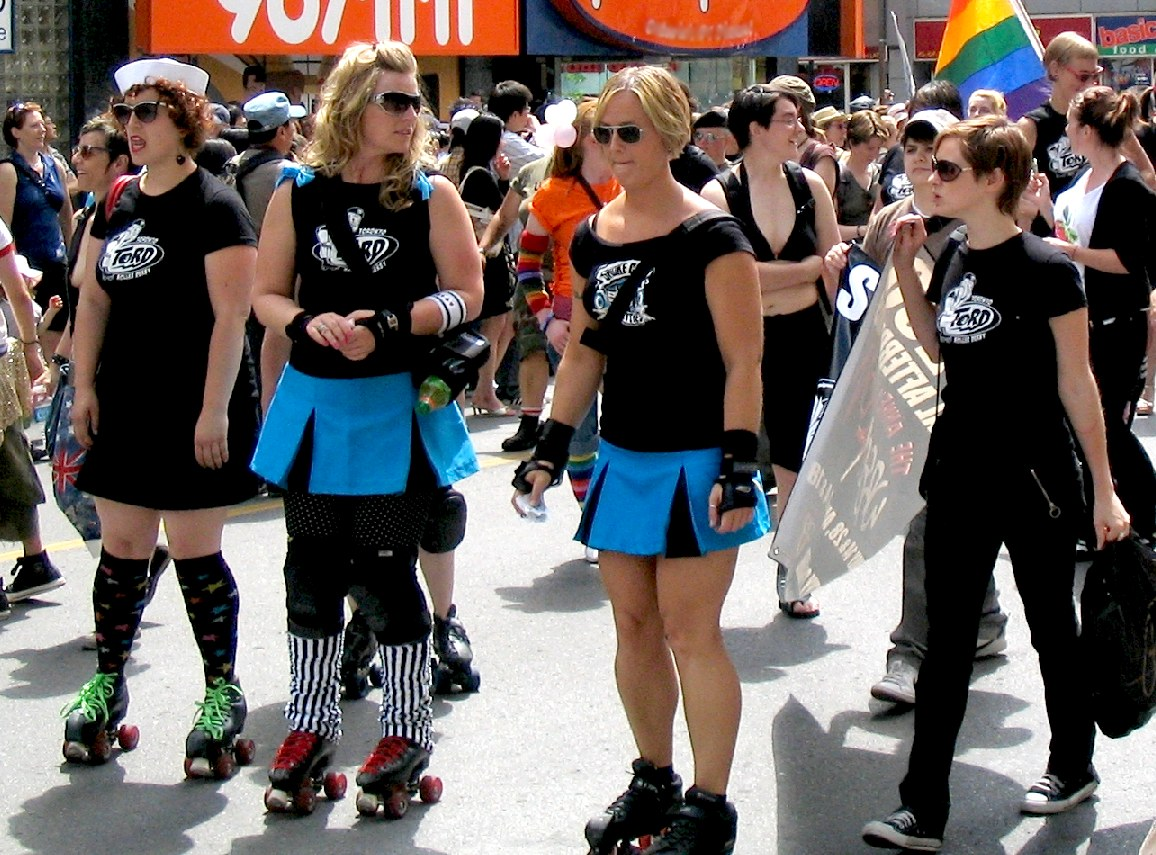
Dyke March

Dyke March är en lesbisk samling och protestmarsch  lik de ursprungliga prideparaderna. Dyke marches brukar vara fredagen eller lördagen innan den stora prideparaden i större metropoler såsom San Francisco, New York, Berlin och London. Syftet med Dyke March är att öka de lesbiskas synlighet och aktivism. De första marscherna började hållas i olika storstäder i USA 1993, från 2012 även storstäder i Europa.

## Tyskland

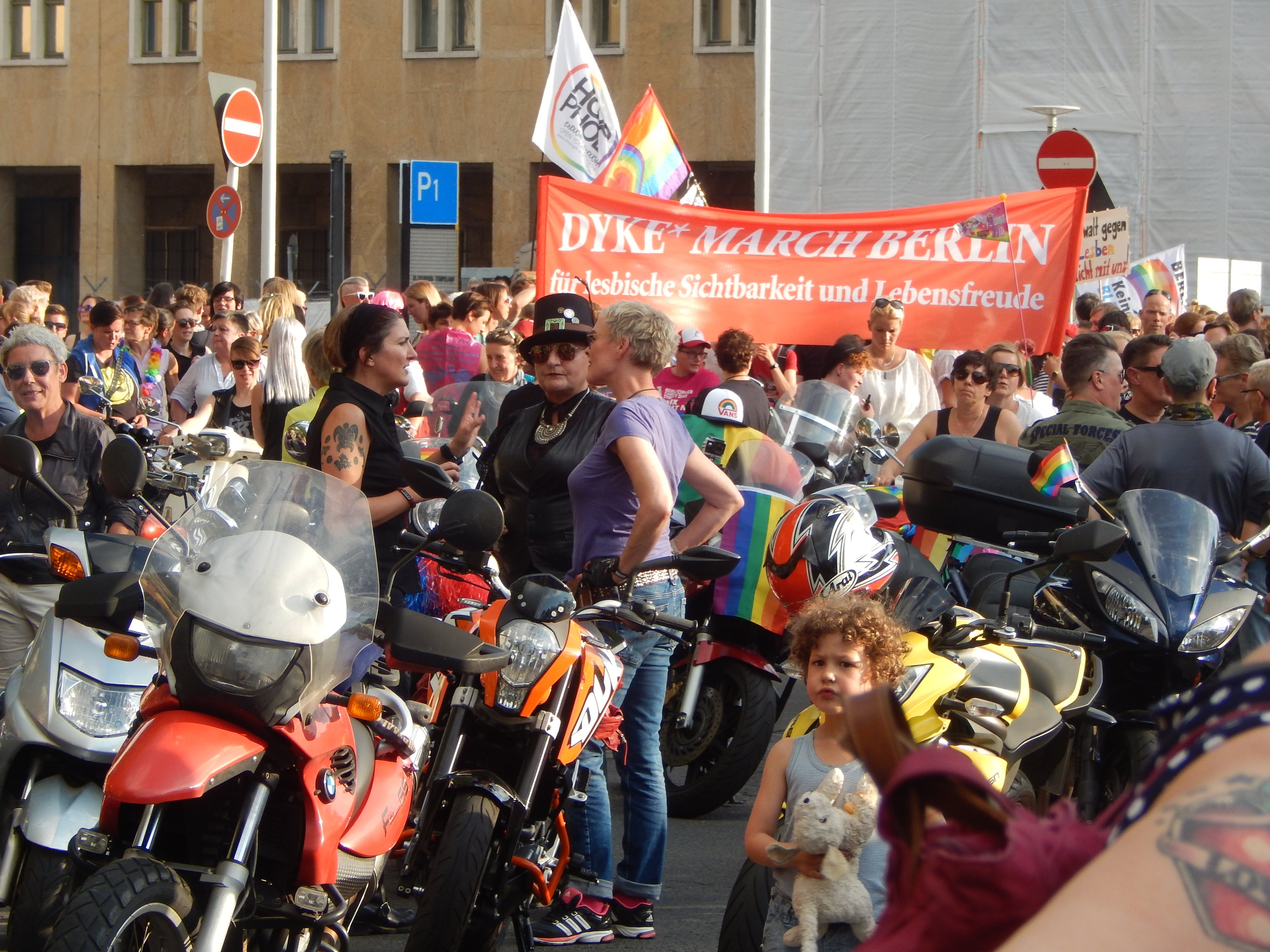
Berlin, Dykes on Bikes
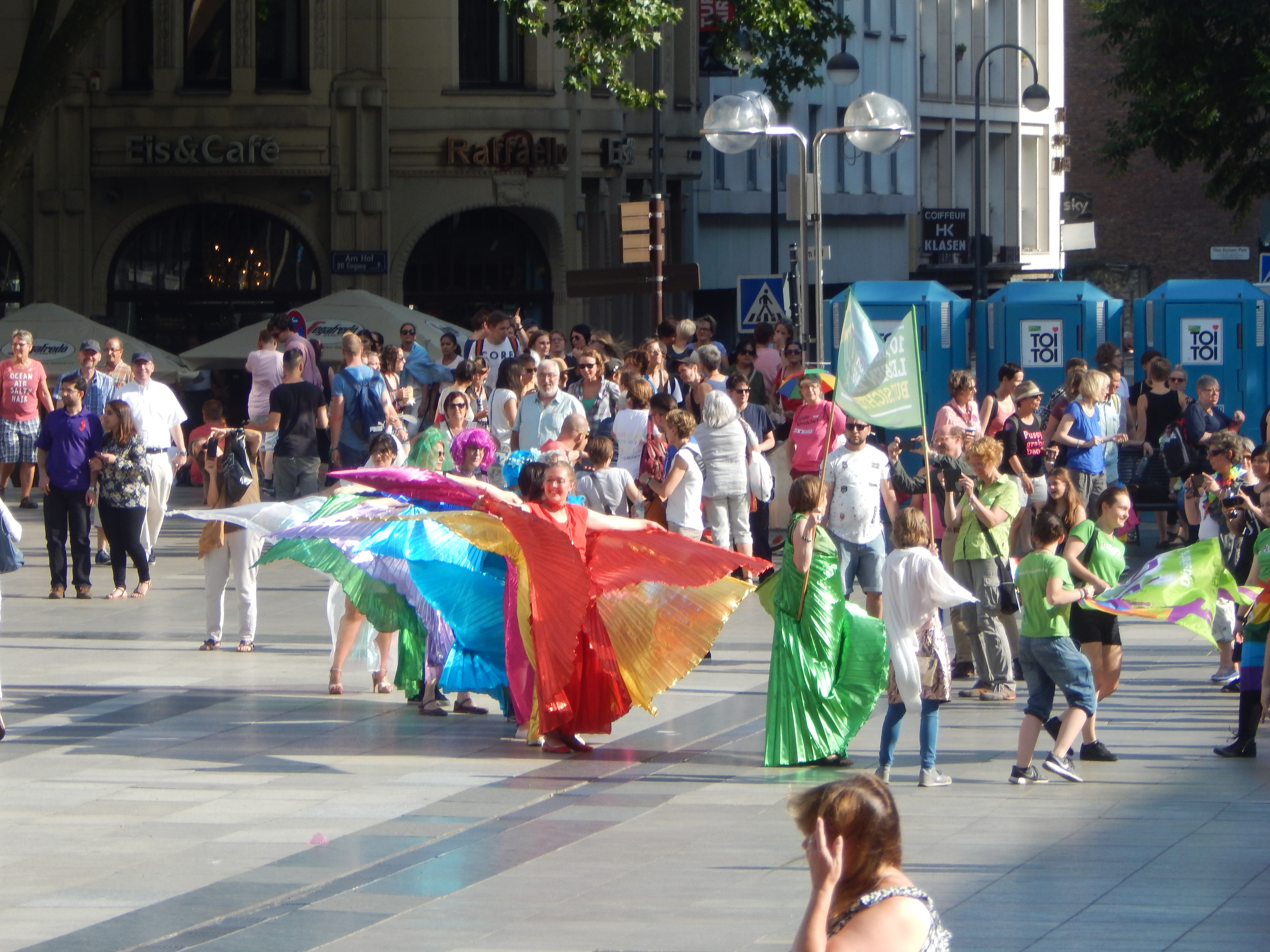
Köln
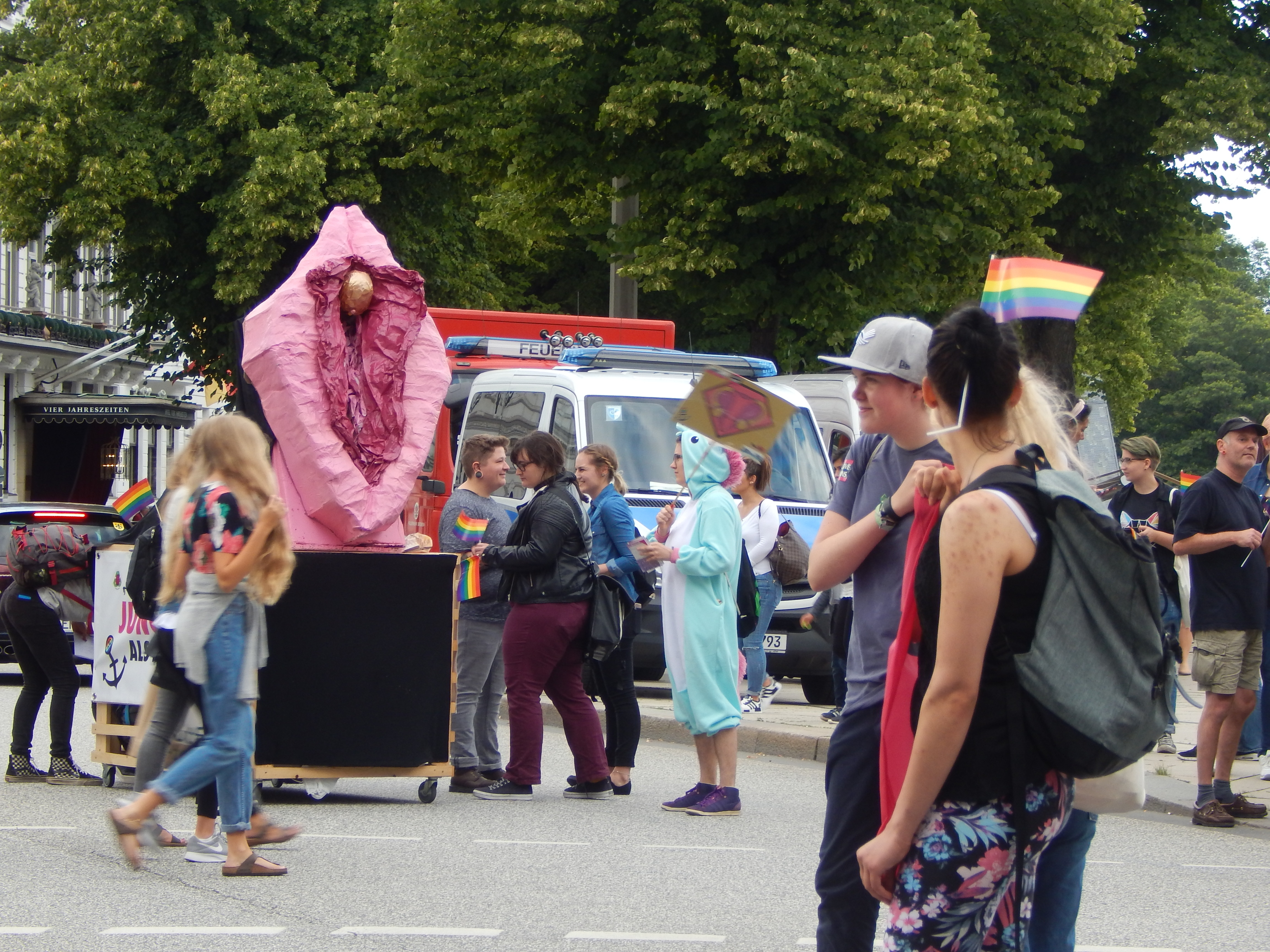
Hamburg
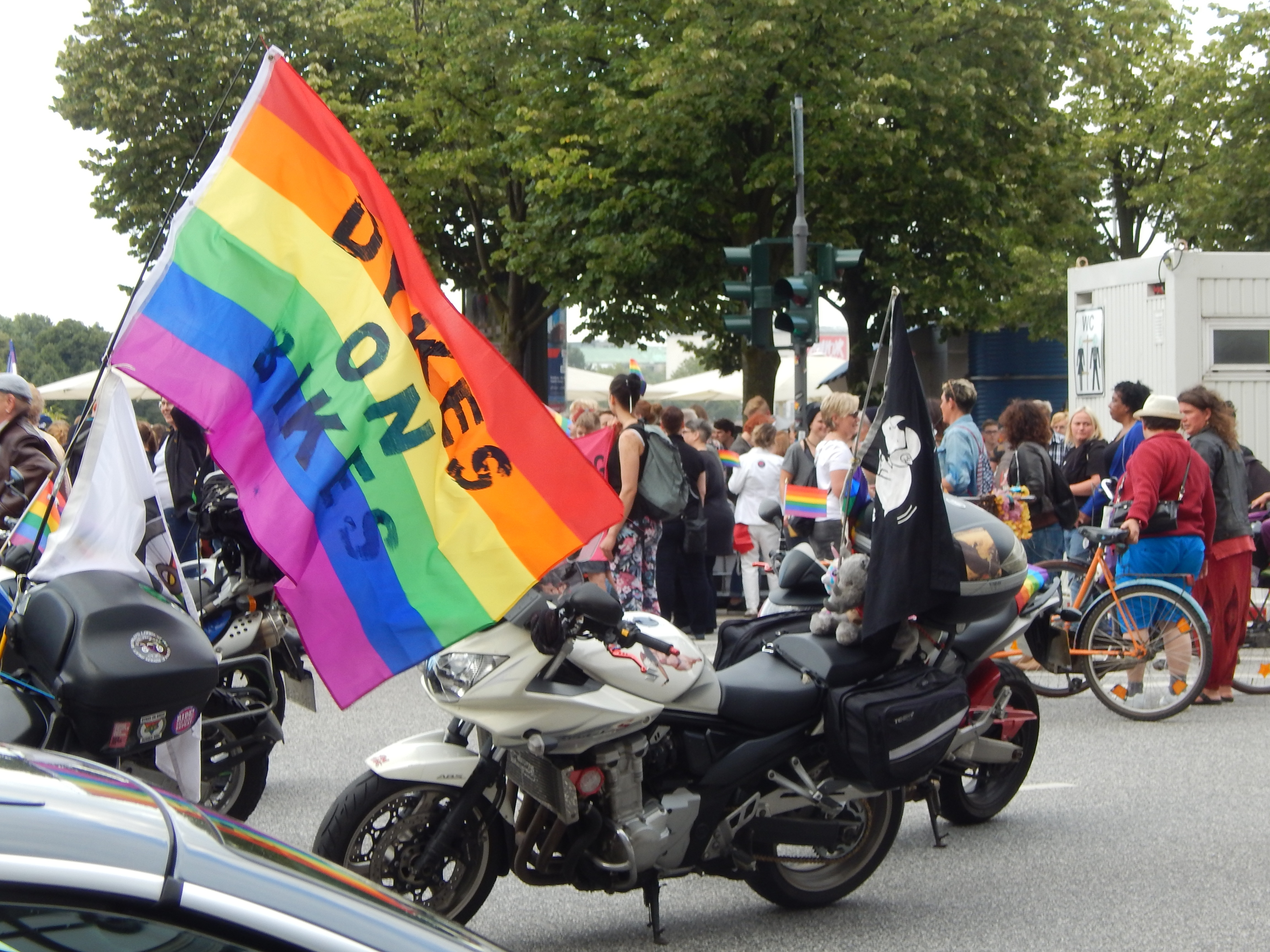
Hamburg, Dykes on Bikes
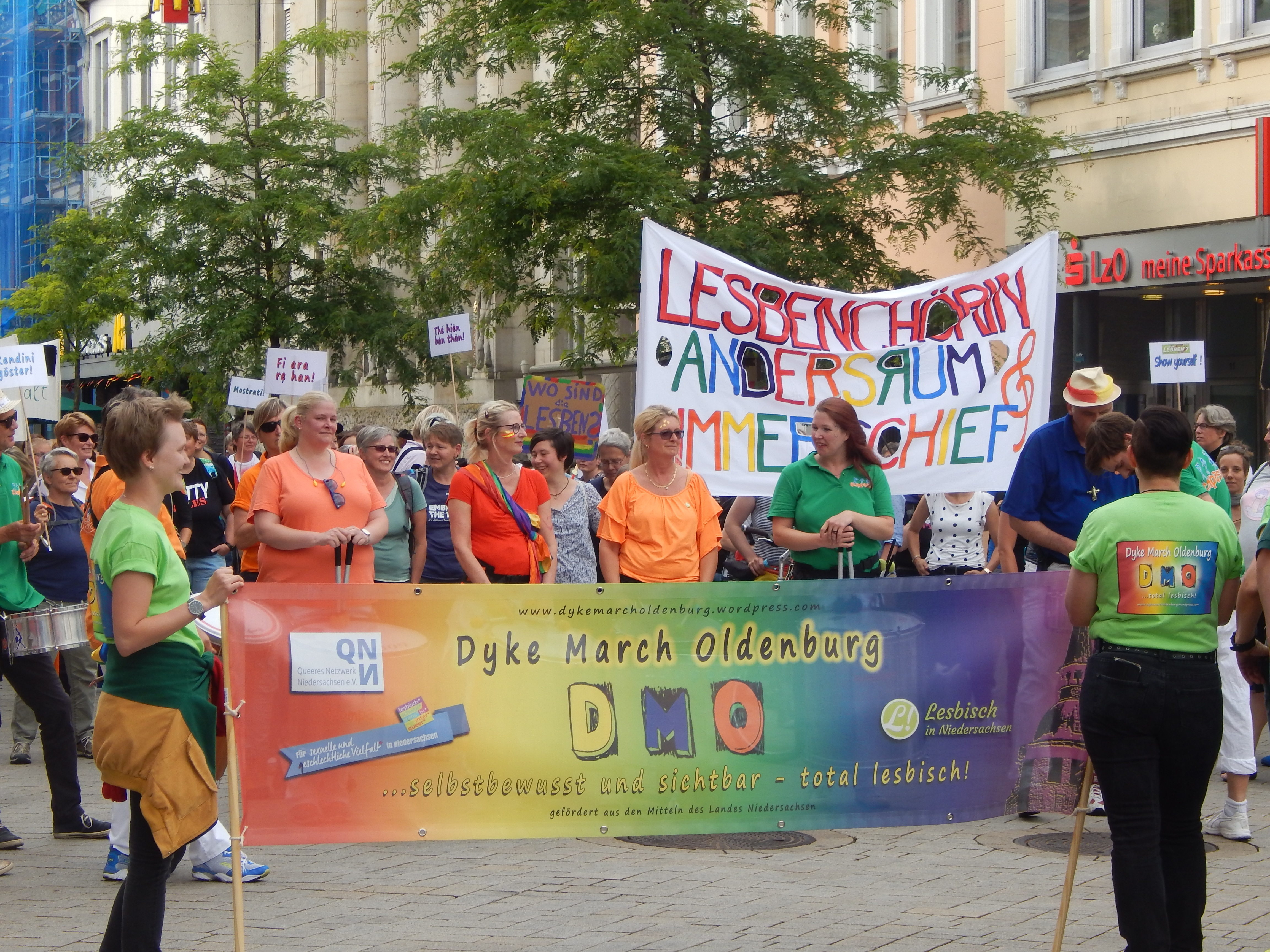
Oldenburg